# Microlaemus palpalis
Microlaemus palpalis là một loài bọ cánh cứng trong họ Laemophloeidae. Loài này được Waterhouse miêu tả khoa học năm 1876.